# 法雲寺 (秦皇岛市)

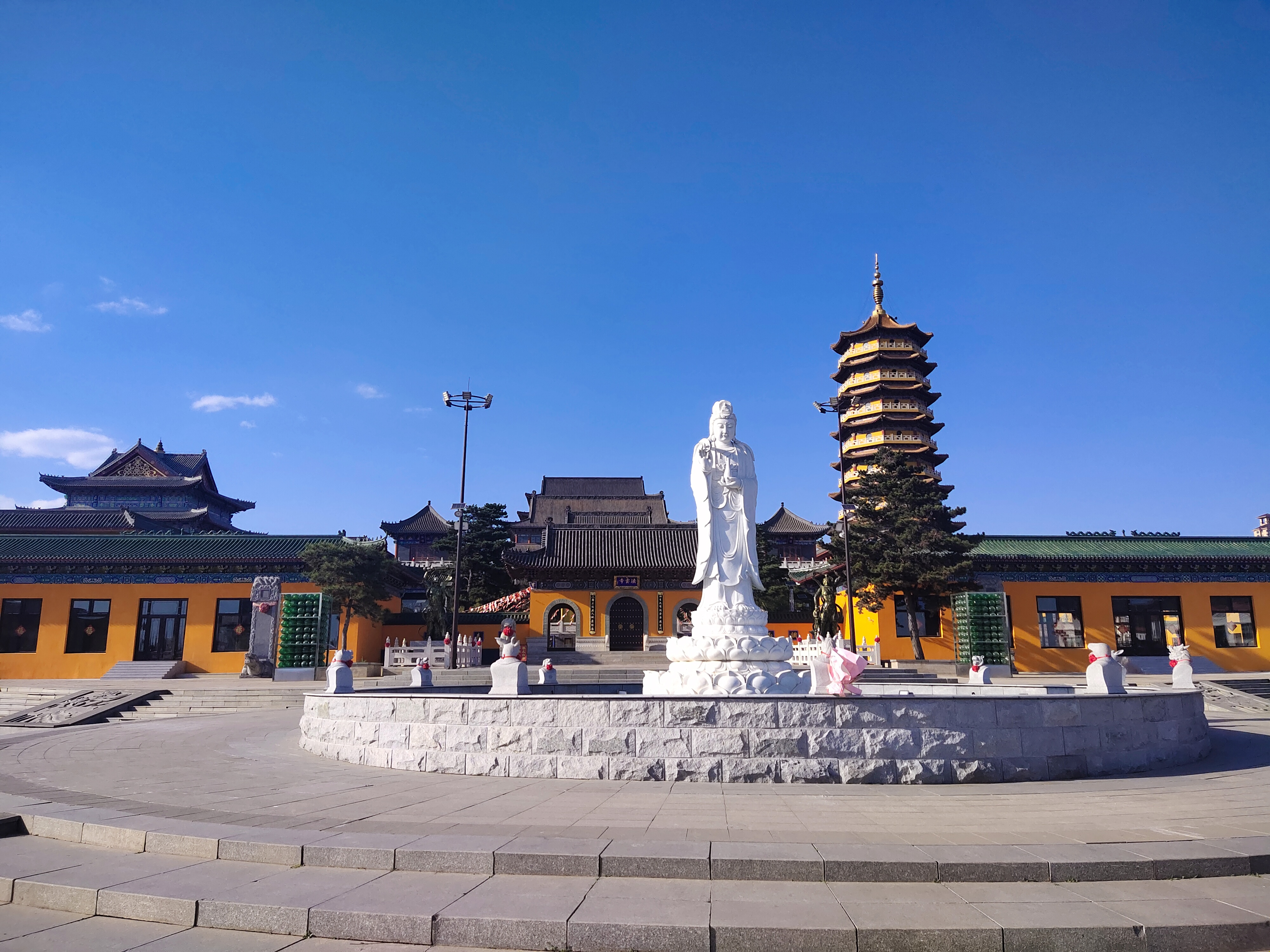

法雲寺，位于中华人民共和国河北省秦皇岛市海港区，“法云”一词，源于《大方广佛华严经》。

## 历史
法云寺始建于明朝万历年间，2005年复建，复建的新址位于原址正北方的龙脉阳坡高地。2005至2011年，寺内大雄宝殿、琉璃宝塔、万佛楼先后奠基。